# Kevin Richard Kregel
Kevin Richard Kregel (New York, 1956. szeptember 16. –) amerikai űrhajós, ezredes.

## Életpálya
1978-ban a Haditengerészeti Akadémián (USAF Academy) űrhajózási mérnök diplomát kapott. 1979-ben kapott repülőgép vezetői jogosítványt. Szolgálati repülőgépe az F–111 volt. Az USS Kitty Hawk fedélzetén az A–6E repülőgépen szolgált. 66 fedélzeti leszállást végzett. Tesztpilóta kiképzésben részesült. Az F–111, F–15 gépek variációit repülte, tesztelte. 1988-ban a Troy State University keretében közigazgatási ismeretekből szerzett oklevelet. Több mint 5000 órát repült, több mint 30 különböző repülőgép variáción. 1990-ben a NASA keretében repülőgép pilóta oktató. A T–38 oktatógéppel repülési ismeretek frissítését, A NASA repülőgépeivel (Boeing 747) gyakorlati, ismeretbővítő oktatásokat végzett.
1992. március 31-től a Lyndon B. Johnson Űrközpontban részesült űrhajóskiképzésben. Négy űrszolgálata alatt összesen 52 napot, 18 órát és 21 percet (1266 óra) töltött a világűrben. Űrhajós pályafutását 2002. június 27-én fejezte be. 2003-ig a Johnson Space Center (JSC) program igazgatója. A Southwest Airlines pilótája.

## Űrrepülések
- STS–70, a Discovery űrrepülőgép 21. repülésének pilótája. A legénység pályairányba állította a Data Relay Satellite (TDRS), híradástechnikai műholdat. Második űrszolgálata alatt összesen 8 napot, 22 órát és 20 percet (214 óra) töltött a világűrben. 6 000 000 kilométert (3 700 000 mérföldet) repült, 143 alkalommal kerülte meg a Földet.
- STS–78 a Columbia űrrepülőgép 20. repülésének pilótája. A  mikrogravitációs laboratóriumban 46 kísérletet (10 nemzet és öt űrügynökség programja) vezényeltek le az élet (orvostudomány) és az anyagtudomány kérdéskörében. Az élet kísérletek között a növények, az állatok és emberek mellett az űrrepülés körülményei is szerepeltek. Az anyagok kísérletei között vizsgálták a fehérje kristályosítást, a folyadék dinamikáját és magas hőmérsékleten a többfázisú anyagok megszilárdulását. Harmadik űrszolgálata alatt összesen 16 napot, 21 órát és 48 percet (406 órát)töltött a világűrben. 11 000 000 kilométert (6 800 000 mérföldet) repült, 272 alkalommal kerülte meg a Földet.
- STS–87, a Columbia űrrepülőgép 24. repülésének parancsnoka. Az amerikai mikrogravitációs laboratóriumban (USMP–4) a legénység 12 órás munkaciklusokban végezte az előírt szakmai programot. Az üzemképtelen SPARTAN 201-04 nap megfigyelő műholdat kívánták visszanyerni. A lassan forgó műholdat a robotkar segítségével többszöri próbálkozás ellenére sem sikerült elfogni. Doi Takao több mint 2 órás várakozás után a lassan forgó műholdat kézzel megfogta és bevezette az űrrepülőgép rakterébe. Első űrszolgálata alatt összesen 15 napot, 16 órát és 34 percet (376 óra) töltött a világűrben. Kettő űrséta (kutatás, szerelés) 12 óra 42 percet töltött az űrrepülőgépen kívül. 10 500 000 kilométert (6 500 000 mérföldet) repült, 250 kerülte meg a Földet.
- STS–99, a Endeavou űrrepülőgép 14. repülésének parancsnoka. A High-Definition Television (HDTV) kamerával Föld megfigyelést végeztek. Ötödik űrszolgálata alatt összesen 11 napot, 5 órát és 39 percet (269 óra) töltött a világűrben. 6 540 000 kilométert (4 060 000 mérföldet) repült, 182 kerülte meg a Földet.